# اتیل مورفین
اتیل مورفین (انگلیسی: Ethylmorphine) نوعی مسکن اپیوئیدی است.